# Phulia garleppi
Phulia garleppi is een vlindersoort uit de familie van de Pieridae (witjes), onderfamilie Pierinae.
Phulia garleppi werd in 1977 beschreven door Field & Herrera.